# تورتوريتو
تورتوريتو (بالإيطالية: Tortoreto)‏ هي بلدية في مقاطعة تيرامو في إقليم أبروتسو الإيطالي.
البلدية تقع على منطقتين مميزتيين، واحدة هي البلدة القديمة، التي تقع على تل بالقرب من البحر الأدرياتيكي. والجزأ الجديد، يتم العادة الإشارة اليه بتورتوريتو ليدو، وهو ايضاً بالقرب من البحر.
يمكن الوصول إلى تورتوريتو من خلال السكة الحديدية المباشرة أو عن طريق الجو، عن طريق مطار مطار أبروتسو الدولي والسفر 45 كيلومتر(28 ميل) بإتجاه شمال
أنشأت مدينة ألبا أدرياتيكا، بعد الانفصار عن مدينة تورتوريتو في عام 1956.

## السكان
في سنة 1532 بلغ عدد السكان 123 نسمة، وتطور العدد ليصل في سنة 1881 لـ 3٬805 نسمة.
يظهر هذا المخطط البياني تطور النمو السكاني لـ تورتوريتو dal 1532 al 1900

## سبب التسمية
سميت تورتوريتو بهذا الاسم بسبب وجود عدد كبير من قمري في المكان خلال العصور وسطى.
على سبيل المثال، لاحظ غريغوري الأول من خلال رسالة عن العدد الكبير لوجود هذا النوع من الطيور، التي عاشت في المنطقة، بعد مدة، تم بناء المدينة على رأس التل بعد عصر الهجرات، وبدأ يتطلق على المنطقة اسم تورتوريتو أو تورتوريوم، وبعد مدة، جاء اللفظ الصحيح للكلمة وهو تورتوريتو.

## الحكم
منذ عام 1995, تم انتخاب عمدة بشكل مباشر، ومعه مستشاريين، الذين يمثلون الأغلبية مع العمدة في مجلس المدينة.
قبل تلك الفترة، كانت فتره حرب، تم انتخاب المستشاريين، وكان حزب الحزب الديمقراطي المسيحي الإيطالي أكثر الحزوب نجاحاً، محلياً ووطنياً.

## التعليم
يوجد في تورتوريتو 2 مدرستان ابتدائيتان، ومدرستان اعداديتان، والتي يرتادها كلياً حوالي 680 طالب، وكذلك بعض من مؤسسات رعاية الأطفال، ومدارس رعاية.
ومدرستان ثانوية مهنيه.